# Anggasari
Anggasari is een bestuurslaag in het regentschap Subang van de provincie West-Java, Indonesië. Anggasari telt 5500 inwoners (volkstelling 2010).